# La mandra
La mandra és un oli sobre tela de Ramon Casas que es troba a la col·lecció permanent del Museu Nacional d'Art de Catalunya.

## Descripció
L'obra no està datada. Tampoc es va presentar amb el mateix títol a cap Saló de París ni a la Sala Parés. Hi ha una reproducció de l'obra en les revistes Pèl & Ploma i Cataluña Artística, ambdues publicades el 1901.
Es pensa que podria tractar-se de l'obra Far niente, presentada a l'Exposició Internacional que va tenir lloc a Venècia el 1905, a causa de la similitud del títol. També és possible que l'obra fos adquirida per Lluís Plandiura directament al taller de l'artista.
L'obra se situa al voltant del 1900 si es té en compte el tipus de signatura, que Casas va anar modificant amb els anys.